# 11 Pułk Dragonów (Imperium Rosyjskie)
11 pułk dragonów (ros. 11-й драгунский Рижский полк) – oddział kawalerii okresu Imperium Rosyjskiego.

## Charakterystyka
Pułk sformowany został w 1709. Stacjonował między innymi w m. Krzemieniec.

 W przededniu I wojny światowej pułk etatowo posiadał sześć szwadronów. W stanie bojowym liczył około  850 żołnierzy. Choć zachowywał historyczną nazwę dragonów, nie miało to już związku z jego taktyką działania.

Pułk rozformowany został w 1918.

## Podporządkowanie
Lipiec 1914:
- 11 Korpus Armijny – Równe[5]
  - 11 Dywizja Kawalerii – Dubno
    - 1 Brygada Kawalerii – Dubno
      - 11 pułk dragonów – Krzemieniec